# Kjell Carlström
Kjell Carlström (født 18. september 1976 i Porvoo) er en finsk tidligere cykelrytter. Han blev professionel i 2002 på Amore e Vita. I 2005 gik han over til UCI ProTour-holdet Liquigas.
Han var med i Tour de France i 2005, 2006 og i 2007. Han bedste resultat i Tour de France er en andenplads på 8. etape i 2006.